# Edifici de la Caixa de Pensions (Figueres)
L'Edifici de la Caixa de Pensions és una construcció del municipi de Figueres (Alt Empordà) que forma part de l'Inventari del Patrimoni Arquitectònic de Catalunya.

## Descripció
És un edifici situat a davant de la plaça de la Palmera. És un edifici exempt per tres dels costats. La planta baixa està destinada a oficines bancàries i biblioteca. Presenta un encoixinat amb tres portals d'arcs de mig punt i dues finestres per banda. Les altres dues façanes presenten finestres, i la de la dreta un portal d'accés a la biblioteca i als habitatges. Les tres plantes s'ordenen basant-se en un cos central d'ordre corinti. A la primera planta, el cos central presenta balconada seguida i dos balcons a cada lateral. La segona planta, balconada correguda i finestres laterals. A la tercera planta tot són finestres. El cos central queda rematat per un timpà i entaulament. La coberta és per terrassa. Forma part del conjunt urbanístic de la plaça de la Palmera, una façana lateral dona a la plaça Escorxador.

## Història
El 1951 s'inaugura la nova Biblioteca pública amb un Saló per conferències; en aquest edifici de la Caixa, que era acabat de fer i substituïa a l'antiga Caixa del carrer de Sant Pere. Forma part del conjunt urbanístic de la Plaça de la Palmera i una façana lateral dona a la plaça de l'Escorxador. Els rètols de la Caixa degraden el conjunt arquitectònic i l'entorn.